# Rio Upanema
Rio Upanema är ett periodiskt vattendrag i Brasilien.   Det ligger i delstaten Rio Grande do Norte, i den östra delen av landet, 1 600 km nordost om huvudstaden Brasília.
Omgivningarna runt Rio Upanema är huvudsakligen savann. Runt Rio Upanema är det glesbefolkat, med 13 invånare per kvadratkilometer.